# Bramy piekła
Bramy piekła (ang. Hell's Hinges) – amerykański niemy western z 1916 roku w reżyserii Charlesa Swickarda.

## Główne role
- William S. Hart jako Blaze Tracy
- Clara Williams jako Faith Henley
- Louise Glaum jako Dolly
- John Gilbert jako hałaśliwy kowboj (niewymieniony w czołówce)
- Jean Hersholt jako hałaśliwy mieszczuch (niewymieniony w czołówce)

## Wyróżnienia
| Data wpisania | National Film Registry |
| ------------- | --- |
| 1994          | Lista filmów budujących dziedzictwo kulturalne USA utworzona przez National Film Preservation Board i przechowywana w Bibliotece Kongresu Stanów Zjednoczonych |